# Michelle Visage
Michelle Visage, född 20 september 1968, är en amerikansk sångerska, DJ, TV-personlighet, skådespelerska och TV-värd.

## Biografi
Michelle föddes i New Jersey som Michelle Lynn Shupack. Hon studerade vid American Musical and Dramatic Academy i Manhattan i New York.

### Karriär
Visage gjorde audition och kom 1990 med i R&B-gruppen Seduction, signade av skivbolaget A&M Records. 1993 blev  hon även sångerska i gruppen The S.O.U.L. S.Y.S.T.E.M. Genom sin vänskap med RuPaul fick Visage 1996 erbjudandet att tillsammans med denne leda talkshowen The RuPaul Show på VH1. Hon har också varit programledare för tv-sändningar som VH1:s reportage från Grammy-galans röda mattan 1998. Visage är idag mest känd för att vara den andra domaren i Logo TV:s talangjakt och realityserie RuPauls dragrace, där hon tog över efter domaren Merle Ginsberg i tredje säsongen.
2019 gavs den svenska versionen av hennes bok Diva Rules ut på Tallbergs Förlag.
Visage har tävlat i de brittiska TV-programmen Celebrity Big Brother (2015) och Strictly Come Dancing (2019) och varit domare i Ireland's Got Talent (2018-2019). Hon debuterade på West End i rollen som Miss Hedge i Everybody's Talking About Jamie 2018. I februari 2024 spelade hon Morticia Addams i The Addams Family på West End.

## Privatliv
Visage bor i Kalifornien med sin man David Case. De har två barn. 
2019 gick Visage ut med att hon har Hashimotos sjukdom och därför tagit ut sina bröstimplantat.